# سيميون لافوشكن
سيميون لافوشكن (بالروسية: Семён Алексе́евич Ла́вочкин) (29 أغسطس 1900 - 9 يونيو 1960) هو مهندس طيران وفضاء جوي ومصمم طائرات سوفيتي، أسس مكتب تصميم لافوشكن. أُنتجت العديد من تصميمات طائراته بأعداد كبيرة وقاتلت بها القوات السوفيتية خلال الحرب العالمية الثانية.

## السيرة الذاتية
وُلد سيميون لافوشكن لأسرة يهودية في سمولنسك، كان أبوه معلمًا دينيًّا وأمه ربة منزل. بعد تخرجه في 1918، التحق بالجيش الأحمر وخدم في سلاح المشاة خلال الحرب الأهلية الروسية. في 1920، بدأ الدراسة بجامعة موسكو التقنية، التي تخرج فيها سنة 1927. ثم عمل متدربًا في قسم التصميم بمعهد تساجي تحت توجيه أندريه توبوليف، وهناك أسهم في تصميم القاذفة الثقيلة توبولوف تي بي-3. وكان من بين زملائه في تساجي، مصمم الطائرات البحرية الفرنسي بول ريكارد وميخائيل جيروفيتش ونيكولاي كاموف.
في أوائل الثلاثينيات، انتقل لافوشكن إلى مكتب التصميم المركزي، حيث أُوكل إليه تصميم طائرات تصل طبقة الاستراتوسفير وبالونات وقمرات قيادة معادلة الضغط. إلا أنه أصبح أكثر اهتمامًا بتصميم الطائرات المقاتلة، فانتقل إلى مكتب تصميم يديره ديمتري بافلوفيتش جريجوروفيتش، حيث ساعده في تصميم الطائرة جريجوروفيتش آي زي.
في 1944، حصل سيميون لافوشكن على رتبة لواء التشريفية في الخدمات الهندسية والتقنية. ومن 1950 إلى 1958 كان عضوًا في مجلس السوفيت الأعلى. ونال في 1958 عضوية أكاديمية في أكاديمية العلوم السوفيتية. وتوفي في 1960 ودُفن في مقبرة نوفوديفتشي.

## الجوائز والتكريمات
- بطل العمل الاشتراكي، مرتين (1943، 1956)
- جائزة ستالين

- الدرجة الأولى (1941, 1946, 1948)
- الدرجة الثانية (1943)

- وسام لينين (ثلاث مرات)
- وسام الراية الحمراء
- وسام سوفوروف
- ميدالية الخدمة القتالية

كما سُميت باسمه عدد من الشوارع في المدن الروسية.

## هوامش

### تعريب
1. ↑  سيميون لاڤوشكن
2. ↑  تساغي، تساگي.
3. ↑  ديمتري باڤلوڤيتش جريجوروڤيتش، ديمتري بافلوفيتش غريغوروفيتش

### استشهادات
1. ↑  Дважды Герой Социалистического Труда Лавочкин Семён Алексеевич :: Герои страны نسخة محفوظة 16 يوليو 2018 على موقع واي باك مشين.